# Podmoky (Havlíčkův Brod-i járás)
Podmoky település Csehországban, a Havlíčkův Brod-i járásban. Podmoky Golčův Jeníkov, Okřesaneč, Vlkaneč és Bratčice településekkel határos. Lakosainak száma 144 fő (2024. január 1.).

## Népesség
A település lakosságának változását az alábbi diagram mutatja:
| Lakosok száma | 470  | 497  | 551  | 342  | 202  | 100  | 127  | 133  | 129  | 144  |
|               | 1869 | 1890 | 1921 | 1950 | 1980 | 2001 | 2017 | 2019 | 2022 | 2024 |